# 光滑裸露病毒門
光滑裸露病毒門（学名：Lenarviricota）为正核糖病毒界的一个门。

## 下属物种
本门包括以下纲：
- 二十病毒纲 Amabiliviricetes
- 豪厄尔镇病毒纲 Howeltoviricetes
- 光滑病毒纲 Leviviricetes
- 密病毒纲 Miaviricetes

归入本属的物种：
- 菲尔斯噬菌体科 Leviviridae